# Cuca de la Mola
La Cuca de la Mola és una criatura mitològica de Mallorca de la qual es deia que vivia a la muntanya de la Mola, al terme de Sóller. Es tracta d'un drac la història del qual és recollida a les Rondalles Mallorquines i el record del qual encara és present avui en dia.
La llegenda de la Cuca de la Mola fou recollida de Mossèn Alcover a la vila de Sóller, de la boca de Catalina Castanyer Oliver i de Josep Rutlan, que la coneixia de la seva àvia. Diu la història que a una petita cova de la dita muntanya hi vivia la Cuca, que sortia quan tenia gana i devorava a tothom que podia aplegar, i si no trobava gent menjava les mateixes roques de la Mola. Sant Jordi va conèixer els estralls que causava aquest drac, i se n'hi va anar per derrotar-la. Després d'un combat, Sant Jordi derrotà la Cuca i desaparegué, i així la vila de Sóller es va alliberar del temor de la bèstia.
El protagonisme de Sant Jordi amb aquesta llegenda deu estar relacionat amb el fet que és fill adoptiu de Sóller i ja apareix en una crònica del segle xvi. Per altra banda, hom pensa que la llegenda de la Cuca de la Mola pot tenir els seus orígens en la cuca fera i la tarasca provençal.
El record de la rondalla perviu entre el poble de Sóller, i així la colla de dimonis Esclatabutzes passeja en els seus correfocs una bèstia de foc que representa la Cuca de la Mola, la qual fou creada el 2011 en commemoració del XV aniversari dels Esclatabutzes.